# Famille Michel
 (août 2021).
Si vous disposez d'ouvrages ou d'articles de référence ou si vous connaissez des sites web de qualité traitant du thème abordé ici, merci de compléter l'article en donnant les références utiles à sa vérifiabilité et en les liant à la section « Notes et références ».
En pratique : Quelles sources sont attendues ? Comment ajouter mes sources ?
Pour les articles homonymes, voir Michel.
La famille Michel est une ancienne famille éteinte de la noblesse de Bretagne.

## Origine
Famille d'ancienne chevalerie, originaire de l'évêché de Saint-Malo, qui a été maintenue aux réformations de 1434, 1513 et 1669, comme de noble et ancienne extraction et lignée, elle descend par filiation directe et non interrompue, constatée par titres originaux, arrêts du parlement de Bretagne et brevets de Jean Michel ou Michiel, chevalier, vivant en 1339, qui demeurait en son manoir noble de Bossacolart, paroisse de Bruc-sur-Aff, évêché de Saint-Malo.
Les armes de la famille peuvent être variables selon les différentes branches, mais sont toutes d'argent au sautoir, accompagné de quatre étoiles de gueules et chargé en abîme d'un annelet de gueules, seule la fourrure du sautoir est variable. Le nom est écrit indifféremment Michiel ou Michel jusqu'au XVIe siècle, ou la dernière orthographe a prévalu.

## Généalogie
- Jehan de la Grée, Sieur de la Noë (commune de Renac) démembrement de Bains-sur-Oust, se marie avec Catherine de l'Hôpital. Celle-ci est la fille de Pierre de l'Hôpital sénéchal de Rennes et juge universel de Bretagne de 1403 à 1444 et de Perrine de Muzillac.
- Pierre Michiel, seigneur de Bossacolart et de la Noë, fils du précédent, commandant en 1449 d'une compagnie de 20 hommes d'armes et 40 archers dépendant du maréchal André de Lohéac[1]. Il se marie avec Jeanne Giffart. Il eût 3 fils dont les descendants se partagérent en 2 branches :
  - L'ainé, Jean II, fils de Pierre, seigneur de Bossacolart et de la Noë, marié à Marguerite de Goasmeret, dont la lignée s'éteignit au commencement du XVIIe siècle. Les domaines de Bossacolart, de la Noë, de Launay, de Saint-Gilles, etc., passèrent à la maison de Chastelier par le mariage de Françoise Michel, fille de Jean IlI, seigneur de la Noë, et d'une demoiselle de Fougères. Montre du 8 septembre 1464 : 100 livres de rente et 2 chevaux.
  - Second fils, Guillaume Michiel, aussi fils de Pierre, seigneur de la Grigoraye, échanson et officier des duchesses Françoise d'Amboise (veuve du duc Pierre II) et Catherine de Luxembourg (fille de Pierre de Luxembourg, comte de Saint-Paul, et femme du duc Arthur III). En 1470, il fut fondé de pouvoirs de cette dernière princesse pour « suivre ses droits en Normandie ». Il épousa en 1475 Françoise de Vallée, fille de Jacquet de Vallée et de Gefrionne de Monceaux

### Branche ainée
```
Guillaume Michel
, sieur de la Grée et de la Noë,
   │ époux de Loïse Le Coutellier 

   │
   └─> 
Pierre Michel
, Chevalier, Seigneur de la Pirontaie, 
          │   époux de Jeanne Derrien en 
1554

          │
          ├─> 
Gilles Michel
, écuyer, fils de Pierre, Seigneur de la Mare
          │      │ marié à Jeanne de la Poëze 
.
          │      │
          │      └─> 
François Michel
, écuyer, Seigneur de la Mare, 
          │             │ marié à Perrine Doules, Dame de Pontbilly.
          │             │
          │             └─> 
François Michel
, Seigneur de la Mare.
          │
          └─> 
Thobie Michel
, sieur du Deffay, époux de Guilmette Riallan
                 │
                 ├─> 
François Michel
 (
15 août 1589
 
Pontchâteau
- )
[
2
]

                 │
                 ├─> 
François Michel
 (
3 mai 1597
 
Pontchâteau
- )
[
2
]

                 │
                 ├─> 
Marguerite Michel
 (
28 février 1600
 
Pontchâteau
- )
[
2
]

                 │
                 ├─> 
Charles Michel
 (
12 juin 1603
 
Pontchâteau
→1612
[
3
]
) Sieur du Deffais et de la Noë en 1600
[
4
]
.
                 │      │  marié à Françoise de Penbulzo en 
1623

                 │      │
                 │      └─> 
Julien Michel
, sieur du Deffais, époux de Renée de Cuilho
                 │             │
                 │             └─> 
François Michel
, Sieur du Deffais en 1681
[
4
]
.
                 │
                 └─> 
Jean Michel
 (juin 
1606
 
Crossac
- ), Sieur de la Verrie, 
                        │ x1 marié à Magdeleine Hervé.
                        │ x2 Renée de 
Saint-Aubin
 

                        │
                   x1   ├─> 
Denys Michel
 (
10 juillet 1633
 à 
Montoir-de-Bretagne
 - 
4 juin 1685
 à 
Montoir-de-Bretagne
), Ecuyer, sieur de la Provostaye, 
                        │      │  marié à Janne Rangard 
[
5
]
,
[
6
]

                        │      │
                        │      ├─> 
René Michel
 (
30 août 1665
 à 
Brains
, baptisée à 
Montoir-de-Bretagne
 le 
3 octobre 1668
).
                        │      │
                        │      ├─> 
Olive Michel
 (
30 avril 1664
 - 
28 février 1672
 (8 ans) à 
Montoir-de-Bretagne
)
                        │      │
                        │      ├─> 
Suzanne Michel
 (inhumée le 
2 avril 1672
 (2 ans))
                        │      │
                        │      └─> 
Marie Michel
 mariée à Jan (Julien) Joseph Du matz le 
7 avril 1698
 à 
Saint-Nazaire
, chapelle de la Motte-alleman.
                        │
                        ├─> 
Peronnelle Michel
 (
13 novembre 1641
 à 
Donges
 - )
                        │
                   x2   ├─> 
Claude Michel
 (
8 octobre 1651
 à 
Campbon
 - 
8 octobre 1711
 à Campbon, Bochan)
                        │        x1 mariée à Jean Leduc en 
1674
 à 
Bouvron

                        │        x2 mariée à Jean Bouvron en 
1681
 à 
Campbon

                        │
                        ├─> 
François Michel
 (
10 août 1655
 à 
Campbon
 -)
                        │
                        ├─> 
Janne Michel
 (
10 avril 1657
 à 
Campbon
 -)
                        │
                        ├─> 
Olive Michel
 (
10 août 1655
 à 
Campbon
 -)
                        │
                        └─> 
Bonaventure Michel
 (
2 novembre 1659
 à 
Campbon
 -)
[
7
]
```

### Non rattachés
```
Pierre Michel
, Sieur de la Haye et châtellain de 
Brains

   │  marié à Hélène Giffart
   │
   └─> 
Roberde Michiel
, (
15 juillet 1524
[
8
]
 
Brains
-)
```

- Jeanne Michel, Dame de Besné en 1555, épouse Michel Cybouault[4].
- Michelle Michel, Dame de la Pirotaye, mariée à Jean de Saint-Aubin , sieur de la Morandais en 1567 et de la Trémoussaye, le 9 janvier 1589 à Campbon.

```
Jean Michel

   │ 
   └─> 
Renée Michiel
 (
30 mai 1589
 
Pontchâteau
[
9
]
-)
```

- Gilles Michiel, Seigneur du Vaudart en Malansac, époux de Guyonne de Marbré  (-ap. 1658).

```
François Michiel
, Écuyer, Chevalier, Sr de Carmois et de Baudricourt, Officier des Dragons au 
Régiment de Noailles
.
   │ marié à Marie Landelle
   │
   ├─> 
Jeanne Valentine Michiel

   │
   ├─> 
Anne Julienne Michiel
 (20 aout 
1695
[
10
]
 à 
Saint-Jacut
 -)
   │
   ├─> un fils (ondoyé le 
16 octobre 1696
 à 
Saint-Jacut
).
   │
   ├─> 
Mathurine Michiel
 (
1
er
 janvier 1696
[
11
]
 à 
Saint-Jacut
 -)
   │
   └─> 
Marie Guillemette Michiel
 (
2 décembre 1701
[
11
]
 à 
Saint-Jacut
 -)
```

- Anne Michiel, (32ans- 15 février 1694[12] à Saint-Jacut), Dame de Lezevelec.
- Renée Gabriel Michel, épouse de Jan Lelong en 1700, Chevalier, Sr du Dreneuc.
- Missire Pierre Michiel (68 ans- 27 mars 1696[12] à Saint-Jacut), Recteur de St-Jacut.
- Missire Julien Michiel (63 ans- 8 avril 1720[12] à Saint-Jacut), Recteur de St-Jacut.
- Renée Olive Michel, Dame du Prat, Marraine en 1702 à Pontchâteau, mariée le 7 octobre 1715[13] à Saint-Jacut, avec Jacques Mathurin Guiherin, Sr du Verger.

#### Sieur du Deffais
```
Jean Michel
 (vers 
1653
-
10 novembre 1719
 
Pontchâteau
[
14
]
), Escuyer, Sieur du Deffais, Trégonneau et autres lieux 
Pontchâteau
 en 1680
[
15
]
 et en 1720
[
16
]
, époux de la Marquise de Couldre
[
17
]
, Louise Renée de La 
Bourdonnaye
 
 le 
23 décembre 1694
.
   │
   ├─> 
Julien Michiel
 (
2 octobre 1696
 
Pontchâteau
-)
   │
   ├─> 
Gillette Thérèse Michiel
 (
16 novembre 1698
 
Pontchâteau
-
18 octobre 1751
 
Montoir-de-Bretagne
 (Trégonneau)), Dame du Deffais, réside à Trégonneau en 
1727

   │        mariée à Guillaume Dumas d'Armanjo(-). 
   │
   ├─> 
Gabriel Louis Michiel
 (
6 octobre 1700
 
Pontchâteau
- 
19 mai 1738
)), Recteur de 
Guipavas
.
   │
   ├─> 
Claude Olivier Michiel
 (
3 septembre 1701
[
18
]
 
Pontchâteau
-)
   │
   ├─> 
Janne Michiel
 (18 ans-
14 novembre 1721
 
Sainte-Reine-de-Bretagne
[
19
]
), Damoiselle de Trégonneau.
   │
   ├─> 
Joseph Michel
 (
16 juin 1705
[
20
]
 
Pontchâteau
- 
26 juin 1726
 
Montoir-de-Bretagne
 à Trégonneau
[
21
]
)
   │
   ├─> 
Julienne Michiel
 (
3 février 1706
[
22
]
 
Pontchâteau
- > 
1738
)
   │
   └─> 
Pierre Michiel
 (
25 février 1710
[
23
]
 
Pontchâteau
-
2 juin 1763
[
24
]
 
Pontchâteau
), chevalier, seigneur du Deffais.
          marié à Marie Renaud, le 
25 février 1737
 à 
Donges
.

Julien Michiel
 (55 ans - 
22 janvier 1729
 à 
Sainte-Reine-de-Bretagne
), Ecuyer, Chevalier, sieur du Deffais et de Trégonneau époux de Anne Guillermo, Dame de Condest 
(dcd le 
25 novembre 1737
 à 
Sainte-Reine-de-Bretagne
).
   │
   ├─> 
Marie-Anne Gabrielle Michiel
 (
Pontchâteau
-), Dame du Deffais et de Condest
[
25
]

   │      mariée le 
8 octobre 1759
 à François Louis Dupont d'Aubevoye 
,
   │      chevalier, seigneur de la Roussière, capitaine au 
régiment de Bourbon
 (cantonné à 
Saint-Nazaire
). 
   │      Fils de François-Charles et de Louise Marguerite Charlotte Giroux de St Thomas, paroisse de 
La Flèche
.
   │
   ├─>  
Germaine Félicité Michiel
 (
1727
[
26
]
 - 
26 mai 1783
 
Montoir-de-Bretagne
 (Trégonneau))
   │
   └─>  
Louise Sainte Charlotte Michiel
 (
2 novembre 1728
 à 
Sainte-Reine-de-Bretagne
 - 
20 mai 1787
 
Montoir-de-Bretagne
), Dame de Condest.
```

### Branche cadette
Cette branche, fixée à Nantes à la cour des ducs, n'a cessé, depuis son premier établissement, d'y tenir un rang distingué par ses emplois et ses services. Bertrand et Vincent Michiel sont nommés parmi les officiers du duc François II de Bretagne en 1475-1478. Vincent Michel, échanson de la Reine, en 1500, époux de Jeanne Le Parisy, Dame du Plessis de Besné.
- Julien Michel, Seigneur de la Haye en Renac (petit-fils de Guillaume), était en 1559 « employé au service du roi »[27], époux de Perronnelle de Bégasson le 14 juin 1561[28]. Olivier Michiel, Sr de la Grée, est décrit comme son parent dans les actes de justice de l'héritage Bégasson.
- François Michel, faisait partie de la compagnie du seigneur des Forges, tenant garnison à Bréhat en 1593.

Dix de ses membres ont rempli les fonctions de l'échevinage :
- Mathieu Michel, Seigneur de la Roche, procureur syndic de 1571 à 1573 et sous maire de 1578-1579.
- Julien Michel, échevin de 1592 à 1595.
- Guillaume II Michel, Echevin de 1629 à 1631.
- Jean III Michel, Sieur du Grillau, Echevin de Nantes en 1710 à 1712.
  - Jean IV Michel, son fils, Seigneur de Grilleau, Conseiller du Roi, Député de la nation à Bilbao. Pour ses services en Espagne, Louis XV, lui conféra le cordon de l'ordre de Saint-Michel.

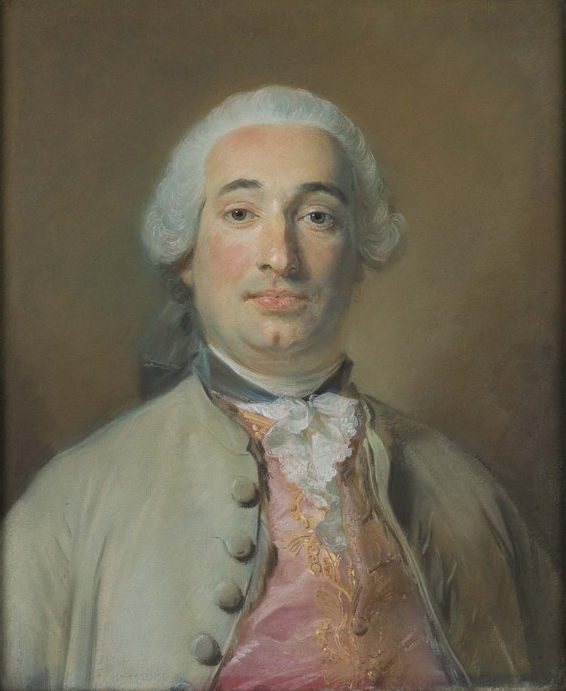
M. Michel de Grilleau.
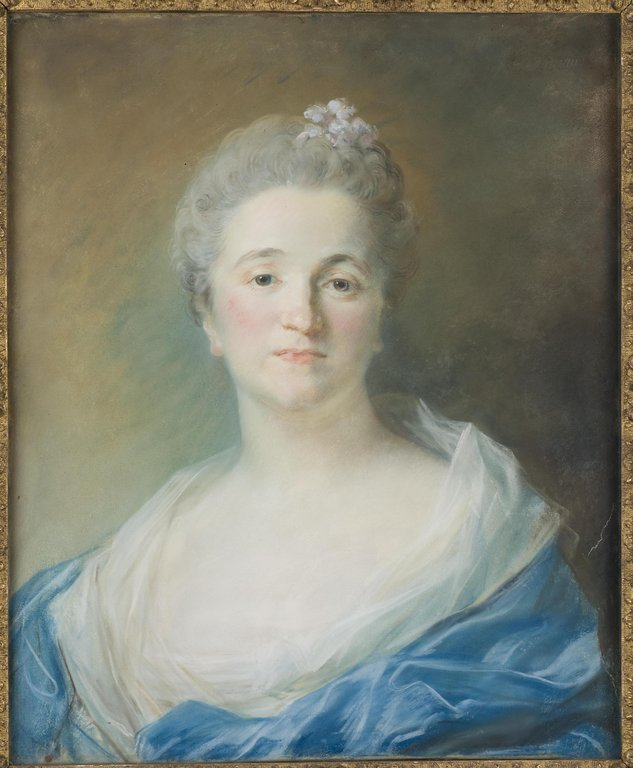
Mme Michel de Grilleau, née Seurrat de Bellevue.
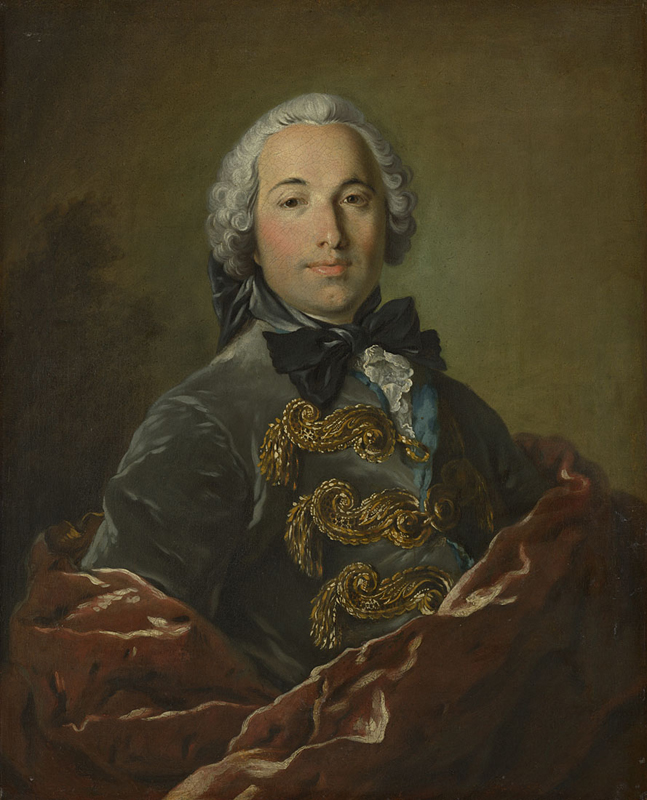
Jean Michel de Grilleau.

#### Branche de Fougeray

Blason de la famille Michel, branche du Fougeray

Pol Potier de Courcy : Extrait de la réformation 1669, 6 générations, D'argent à 3 merlettes de sable. Mais on trouve dans l'armorial les blasons ci-dessous dérivés du blason originel.

##### Seigneur de la Lisardaye
- Bertrand Michel, Sieur de la Lisardaye, épousa en 1513 Guillemette Grignon puis Jacquette Michiel de Bossacolart.
- Alain Michel, Seigneur de la Lisardaye.
- Julien Michel, Sieur de la Lisardaye, épouse Anne Coppalle.
- Julien Michel, Sieur de la Lisardaye, fils du précédent, épouse Anne Colobel.
- Magdeleine Michel, sœur du dernier seigneur de la Lisardaye obtient le domaine. Elle est la femme de Jean du Hirel, Seigneur du Breil.
- Jean Michel, petit neveu de Magdeleine, Sieur de la Courbe, acquit La Lisardaye par héritage. Il épouse Françoise de Lorme. n 1653, Il vint habiter avec sa famille le manoir de Conzay Grand-Fougeray.
- Pierre Michel, fils de Jean, Seigneur de la Lisardaye, époux de Jeanne Des Hayes.
- Sévère Michel (→1724), fils de Pierre, Seigneur de la Lisardaye, époux de Anne du Quesne.
- Julien Michel, Sieur de la Lisardaye, épousa en 1617 Charlotte Dollier Dame de Launay des Moulins[29].

##### Seigneur de la Thébaudaye
Manoir situé au Fougeray. 

Blason de François Michel Ecuyer, Sieur de la Thébaudais.

- Charles Michel, est le premier seigneur de la Thébaudays, il est fils d'Alain Michel, seigneur de la Lisardaye.
- Georges Michel, sieur de la Thébaudays, fils de Charles, épousa julienne de la Roche en 1513.
- Jacques Michel, sieur de la Hauteville et de la Roberaye, époux de Jeanne de la Grallenaye.
- Charles Michel, sieur de la Thébaudays, époux de Françoise Tillon.
- René Michel, sieur de la Thébaudays, épousa en 1650 Marguerite Péniguel.
- Louise Michel, fille d'un seigneur de la Thébaudais épouse Charles de Vilmain, sieur du Hallay.
- François Michel (-1682), seigneur de la Thebaudaye, maintenu d'ancienne extraction par arrêt de la chambre de réformation de la noblesse en 1669. Il épouse en 1674 Françoise Le Goux fille de Jean Le Goux et de Madeleine de la Poeze.
- Marguerite Michel (-1750), dernière représentante de la Branche, épousa Jean René Pantin, seigneur de la Rouaudière[30].

##### Seigneur du Hallay
- Jean Michel, écuyer, sieur du Hallay, épousa le 19 septembre 1679 Marie de la Gallinière, dame du Bois Costard.

#### Branche d'Ancenis

Blason de Hippolyte Michel, Écuyer, Sieur de la Hardière.

```
Louis 
I
er
 Michel
, Seigneur de la Garnison, avocat au siège présidial. Député avec le seigneur du Coudray, en 
mai 1588
, pour les États de la province, pour aller présenter des remontrances à 
Henri III de France
 au sujet de nouveaux impôts. Échevin de 1579 à 1583 et procureur syndic des États de la Ligue à Vannes en 1592. 
   │Il épousa Catherine Rigaud
[
15
]
. 
   │
   ├─> 
Catherine Michel
 (
3 mai 1588
 
Nantes
[
31
]
-)
   │
   ├─> 
Marguerite Michel
 épouse le 
5 novembre 1596
[
32
]
 à Saint-Clément de 
Nantes
, Jan Fouscher.
   │
   └─> 
René Michel
 fils du précédent, Seigneur de la Hardière, de la Caillerie, mentionné dans une lettre du Sénéchal de Bretagne au Duc d'Étampes en 1560. Enseigne du Quartier Notre-Dame et Saint-Léonard de Nantes en 
1589
[
33
]
. 
          │ x1 marié à Marie Le Forestier, 
          │ x2 marié à Renée Bruneau, le 
1
er
 mai 1623
 à 
Ancenis
[
34
]
.
          │
          ├─> 
Marie Michel
 (née en 
1607
 à 
Ancenis
[
35
]
 - 
4 décembre 1610
[
36
]
 
Ancenis
).
          │
          ├─> 
Jeanne Michel
 (née en 
1608
 à 
Ancenis
[
35
]
).
          │
          ├─> 
Maximilien Michel
 (née en 
1609
 à 
Ancenis
[
35
]
 - 
4 décembre 1619
[
36
]
 
Ancenis
).
          │
          ├─> 
Simon Michel
 (née en 
1611
 à 
Ancenis
[
35
]
).
          │
          ├─> 
Marie II Michel
 (née en 
1613
 à 
Ancenis
[
35
]
).
          │     mariée à Ecuyer, Pierre Gervier, Sr de la Varenne, le 
11 janvier 1640
 à 
Ancenis
[
34
]
.
          │
          ├─> 
Jacques Michel
 (née en 
1618
 à 
Ancenis
[
35
]
).
          │
          └─> 
Catherine Michel
 (née en 
1622
 à 
Ancenis
[
35
]
) - 
17 décembre 1624
[
36
]
 
Ancenis
.
```

```
Jacques Michel
, Sr de la Gallerye
[
35
]
.
   │ marié à Catherine Lefeuvre
   │
   ├─> 
René Michel
 (née en 
1615
 à 
Ancenis
[
35
]
).
   │
   ├─> 
Jeanne Michel
 (née en 
1616
 à 
Ancenis
[
35
]
).
   │
   ├─> 
Françoise Michel
 (née en 
1618
 à 
Ancenis
[
35
]
).
   │
   ├─> 
Anne Michel
 (née en 
1621
 à 
Ancenis
[
35
]
).
   │
   ├─> 
Louis Michel
 (née en 
1623
 à 
Ancenis
[
35
]
).
   │
   └─> 
Gabriel Michel
 (née en 
1625
 à 
Ancenis
[
35
]
).
```

- Renée Michel, marraine en 1635, femme d'Estienne d'Irodouez, Sr de la Quetray.

```
 
Louis Michel
, Ecuyer, Sr de la Hardière. En 1645-1660, sénéchal et prévôt d'
Ancenis
. Procureur fiscal et Juge ordinaire des ville et baronnie d'Ancenis
[
37
]
, Conseiller du Duc et la Dame de Vendôme et Gouverneur des Ville et Château d'Ancenis.
   │ marié à Françoise Papin 
, le 
18 janvier 1631
 à Saint Saturnin de 
Nantes
[
38
]
.
   │
   ├─> 
Bonaventure Michel
 (
28 décembre 1631
[
39
]
 à 
Ancenis
 -)
   │
   ├─> 
René Michel
 (
24 avril 1633
 à 
Nantes
 Saint-Saturnin -)
   │
   ├─> 
Catherine Michel
 (
26 avril 1634
[
40
]
 à 
Ancenis
 - 
31 décembre 1702
 à 
Ancenis
) 
   │     marié à Écuyer René de Vay 
, Sr du Pas-Nantais.
   │ 
   ├─> 
Renée Michel
 (23 aout 
1635
[
41
]
 à 
Ancenis
 -)
   │ 
   ├─> 
Hippolyte Michel
 (
25 novembre 1636
 à 
Nantes
 Saint-Saturnin - 
1
er
 mai 1683
[
42
]
 à 
Ancenis
)
[
6
]
, Ecuyer, Sieur de la Hardière (
Mésanger
)
[
43
]
,
   │      │  époux de Marie Godefroy. Sieur des portes et prévôts d'Ancenis. Sénéchal des Ville et Baronnie d'Ancenis.
   │      │
   │      ├─> 
Marie Michel
 (
6 juillet 1665
[
44
]
 à 
Mésanger
 - 
9 juillet 1665
[
36
]
 à 
Ancenis
)
   │      │
   │      ├─> 
Antoinette Françoise Michel
 (
20 mars 1667
[
45
]
 à 
Mésanger
-), Dame de la Hardière, marraine en 1672.
   │      │
   │      ├─> 
Marie Michel
 (
21 octobre 1668
 à 
Ancenis
 - 
20 mai 1671
 à 
Ancenis
)
   │      │
   │      ├─> 
Pierre Michel
 (
5 janvier 1672
 à 
Mésanger
-)
   │      │
   │      ├─> 
Hippolyte Michel
 (
27 mars 1673
[
46
]
 à 
Ancenis
-), Ecuyer, Sieur de la Hardière (
Mésanger
)
[
43
]
, 
   │      │      │  épouse le 
29 août 1701
[
47
]
 à 
Blain
 Elizabeth Guichon. 
   │      │      │
   │      │      ├─> 
Louis François Michel
 (
13 novembre 1705
 
Mésanger
- 9 aout 
1762
 à 
Ancenis
)
[
48
]
, Sr de la Hardière
   │      │      │      │  marié à Judith Fleuriot, le 
16 janvier 1736
 à 
Ancenis
.
   │      │      │      │
   │      │      │      ├─> 
Judith Michel
 (12ans- 
15 octobre 1749
 à 
Ancenis
)
   │      │      │      │  
   │      │      │      └─> 
Marie Michel
 (
13 mars 1737
[
49
]
 à 
Ancenis
-)
   │      │      │   
   │      │      ├─> 
Elizabeth Michel
, 
   │      │      │      marié à Jean Orthion, le 
14 juillet 1733
 à 
Mésanger
, Lieutenant des ville et Baronnie d'Ancenis.
   │      │      │
   │      │      └─> 
Paul Michel
 (27ans-
3 octobre 1730
 
Mésanger
)
   │      │
   │      ├─> 
Marie Michel
 (31 aout 
1674
[
50
]
 à 
Ancenis
-)
   │      │
   │      ├─> 
Françoise Michel
 (
15 janvier 1676
[
51
]
 à 
Ancenis
- 
14 janvier 1679
 à 
Ancenis
)
   │      │
   │      ├─> 
Louis Michel
 (
19 février 1677
[
52
]
 à 
Ancenis
- 
12 avril 1686
[
53
]
 à 
Ancenis
)
   │      │
   │      ├─> 
Isabelle Michel
 (
29 mars 1678
[
54
]
 à 
Ancenis
-)
   │      │
   │      ├─> 
Marie Michel
 (
10 décembre 1681
[
55
]
 à 
Ancenis
-)
   │      │
   │      └─> 
Mathilde Michel
 (
24 septembre 1682
 à 
Mésanger
-)
   │ 
   ├─> 
René Michel
 (
11 janvier 1638
 à 
Nantes
 Saint-Saturnin -)
   │
   ├─> 
Jean Michel
 (
11 janvier 1638
 à 
Nantes
 Saint-Saturnin - 
27 mars 1651
[
56
]
 à 
Ancenis
)
   │
   ├─> 
Louis Michel
 (20 aout 
1639
[
57
]
 à 
Ancenis
 -)
   │
   ├─> 
Anne Michel
 (
10 avril 1641
[
58
]
 à 
Ancenis
 - 
30 octobre 1649
[
56
]
 à 
Ancenis
) 
   │
   ├─> 
Isabelle (Elizabeth) Michel
 (
11 mai 1642
 à 
Nantes
 Saint-Saturnin - 
22 septembre 1707
 à 
Ancenis
)
   │      marié à Jacques 
Poullain
 
, Ecuyer, Sr de la Rivière de Gesvres, le 
3 juillet 1660
 à 
Ancenis
[
34
]

   │
   ├─> 
Jean Michel
 (
24 septembre 1643
[
59
]
 à 
Ancenis
 - )  
   │
   ├─> 
Marie Michel
 (
21 février 1647
[
59
]
 à 
Ancenis
 - )
   │
   ├─> 
René Michel
 (
4 juillet 1651
[
59
]
 à 
Ancenis
 - )
   │
   └─> 
Louis François Michel
 (
20 octobre 1654
[
60
]
 à 
Ancenis
 - 
14 mai 1681
[
61
]
), Sr de Boisrobert
          marié à Mathurine Bruneau, le 
16 janvier 1680
 à 
Ancenis
 
[
62
]
```

```
Louis Michel
, Ecuyer, Sr de la Justonnière, Gouverneur des Ville et Château d'Ancenis.
   │  x1 marié à Marguerite de Querlay (Guerchois)
   │  x2 marié à Catherine de la Court, le 
26 février 1673
 à 
Ancenis
[
63
]
.
   │
   ├─> 
Louise Renée Michel
 (
14 mars 1666
[
64
]
 à 
Mésanger
-)
   │
   └─> 
François-René Michel
 (
12 avril 1669
 à 
Mésanger
-)
[
65
]
```

## Blason
| Blason de la commune de Tharon-Plage | Famille Michel, D'argent au sautoir de vair, chargé en cœur d'un annelet de gueules, et accompagné de quatre étoiles de même. |

## Titres
- Seigneur de Besné, Terre et Juridiction, Haute justice en 1555[4].
- Seigneur de Bocquéhan, Guenrouet, à Jean Michel en 1681[67].
- Seigneur du Boisgrignon ou Boisbrignon.
- Seigneur de Bossac-Allart, Bruc-sur-Aff, 1448 et 1513.
- Seigneur de la Bourgonnière, Saint-Herblain, en 1679 à Jean Michel.
- Seigneur de Carmois, Pluherlin.
- Seigneur de la Chesnaie.
- Seigneur du Couëdro, Pontchâteau.
- Seigneur de Doulon, Doulon.
- Seigneur du Deffais, terre, Pontchâteau, en 1600 à Charles Michel et à François Michel en 1681[4], jusqu'à 1750[68].
- Seigneur de la Garnizon, Orvault.
- Seigneur de la Grée, Carentoir.
- Seigneur de la Grigoraye ou Griorais.
- Seigneur du Grillau, Chantenay, 1680 et 1774.
- Seigneur du Hallay, Grand-Fougeray, 1680.
- Seigneur de la Haye, Brains en 1524
- Seigneur de la Hardière, Mésanger.
- Seigneur de la Justonnière.
- Seigneur de la Lisardaye, Grand-Fougeray.
- Seigneur de la Marre.
- Seigneur de la Noë, Renac, 1536.
- Seigneur de la Pirontais ou Piroutais.
- Seigneur de la Pitonnière.
- Seigneur de la Poterie.
- Seigneur du Prat, Pluherlin.
- Seigneur de la Prévostais, Pluherlin.
- Seigneur de la Rollandière[67].
- Seigneur de Saint-Donat, Pluherlin.
- Seigneur de la Tesserie ou Texerie, Terre, Saint-Herblain à Gabriel Michel en 1679, Sr de la Rollandière[67].
- Seigneur de Tharon, Terre et Seigneurie, Haute justice, Saint-Père-en-Retz, 1780[67].
- Seigneur de la Thébaudaye, Grand-Fougeray, fin du XVe siècle.
- Seigneur de Vaudaro ou Vandars ou Vaudoré, Malansac.
- Seigneur de Vaugrignon, Pluherlin.
- Seigneur de la Verrie, Terre, Pontchâteau à Jean Michel en 1681[67].

## Charges ecclésiastique
- Julien Michiel, Recteur de St Jacqut[43].
- Louis gabriel Michiel du Deffais, Recteur de Guipavas[69]

## Domaines, terres
- Manoir de Bossacolart ou Boczac-Allart (Bruc-sur-Aff). Démembrement possible de la seigneurie de Bossac. Propriété des Michel, seigneurs de la Nouée (en 1448 et en 1513).
- Manoir de Conzay Grand-Fougeray en 1653[70].
- Château du Grand-Blottereau, domaine du Grand-Blottereau
- Manoir du Hallay Grand-Fougeray en 1680.
- Manoir de la Thébaudaye Grand-Fougeray à la fin du XVe siècle.
- Petite Rivière de Léogâne, Saint-Domingue en 1750.
- Château de Champs-sur-Marne